# Phlaurocentrum turbatum
Phlaurocentrum turbatum är en insektsart som först beskrevs av Walker, F. 1869.  Phlaurocentrum turbatum ingår i släktet Phlaurocentrum och familjen vårtbitare. Inga underarter finns listade i Catalogue of Life.